# Genius Loci (cortometraje)
Genius Loci es un cortometraje de animación francés de 2020 de Adrien Merigeau.

## Sinopsis
Renee, una joven solitaria, ve una unidad mítica debajo del caos urbano una noche.

## Premios
En 2021, fue nominado a un Premio de la Academia al Mejor Cortometraje de Animación.